# Intraco I

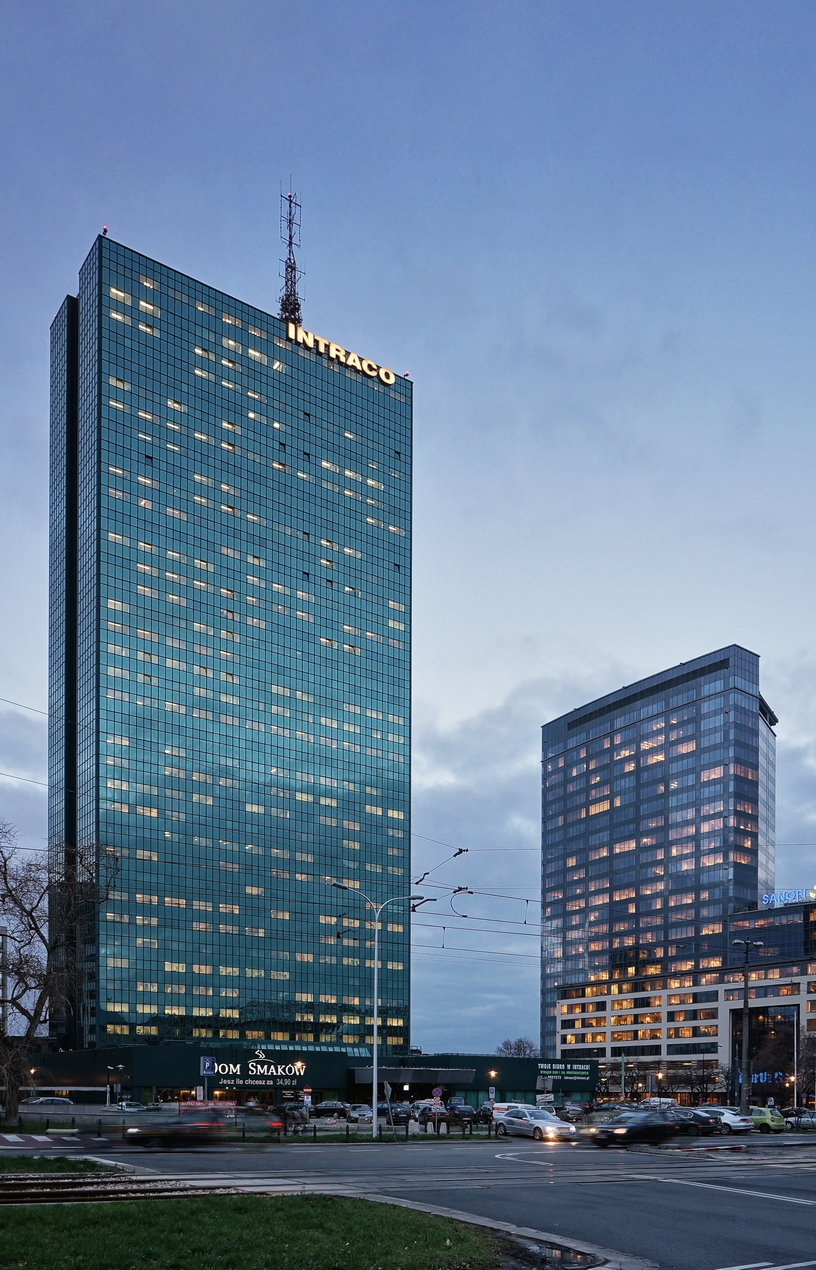
Intraco I

Intraco I ist ein Hochhaus in Warschau. Das Gebäude, das in den 1970er-Jahren am Rande des Innenstadtdistriktes errichtet wurde, war das erste von wenigen Warschauer Bürohochhäusern, die vor der Wende in Polen in der Hauptstadt gebaut wurden. Wenig später entstand ein zweites Bürogebäude im Stadtzentrum, Intraco II (heute Oxford Tower  genannt).

## Geschichte
Das schwedische Architektur- und Bauunternehmen BPA Byggproduction AB errichtete das Hochhaus in den Jahren von 1973 bis 1975. Investor war die polnische Intraco S.A., die bis heute Eigentümer des Objektes ist. Der Bau war das zweite moderne Hochhaus Warschaus – zu Beginn der 1970er war das damalige Hotel Forum in sehr ähnlicher Form gebaut worden. Im Intraco I, damals das modernste Bürogebäude Warschaus, bezogen viele Vertretungen ausländischer Firmen ihre Büros. Offiziell erhielt das Objekt dann auch die Bezeichnung Hochhaus der Außenhandelszentrale (auch: Verwaltungsgebäude für ausländische Technik- und Handelsunternehmen).
Der in seiner Schlichtheit elegante Turm befindet sich im Norden der Stadt in der ulica Stawki 2. Damit gehört er zum hier beginnenden Distrikt Żoliborz. Die nördlichen Ausläufer der historischen Neustadt und die Zitadelle liegen in der Nähe. Das Polonia-Warschau-Stadion ist rund 300 Meter und der Danziger Bahnhof etwa 500 Meter entfernt. In den Jahren 2006 bis 2008 wurde auf der gegenüberliegenden Seite der ulica Bonifraterska ein weiteres Hochhaus, das 94 Meter hohe North Gate errichtet. Mittlerweile liegt auch eine Metrostation im Nahbereich. Vor dem Eingang zum Hochhaus befindet sich auf einer Verkehrsinsel ein Mahnmal zum Umschlagplatz. Die Dachhöhe von Intraco I beträgt 107 Meter. Mit Antenne erreicht das Hochhaus eine Höhe von 138 Metern, die sich auf 39 Stockwerke verteilen. Die Nutzfläche beträgt 31.500 Quadratmeter und in einer Tiefgarage befinden sich 200 PKW-Stellplätze.

### Nach der Wende
Im Jahr 1999 kam es zu einer Komplettsanierung der Vorhangfassade. Die ursprünglich montierten 483.000 blaugrünen Keramik-Platten waren verblichen und zunehmend beschädigt. Sie sowie die veralteten Fenster wurden gegen eine grüne Glasscheibenfassade ausgetauscht. Ebenso erhielt das Gebäude acht neue Aufzüge. Auf das oberste Stockwerk wurde eine zusätzliche (39.) Etage aufgesetzt; hier befindet sich heute ein Restaurant. Dieses Stockwerk kann nur über eine Treppe aus der 38. Etage erreicht werden, eine Aufstockung der Aufzugsanlagen war nicht möglich. Während der Sanierungs- und Umbauarbeiten kam es zu einem kleineren Brand: 1975 verbaute Polystyrolschaumstoffe fingen Feuer. Im Jahr 2003 wurde auch die Eingangslobby renoviert. Sie erhielt ein neues Design wie auch ein Wasserspiel. Im Gebäude wurde im Jahr 2005 eine Szene des Kinofilms „Ja wam pokażę!“ (Katarzyna Grochola) gedreht.
Zu Beginn des Jahres 2010 schrieb der Eigentümer der Intraco S.A, das polnische Schatzministerium, das Unternehmen zur Privatisierung aus. Mit mehreren Kaufinteressenten begannen Verhandlungen: J. W. Construction, Bergold Holding, Dantex, Griffin Topco sowie einem Konsortium aus Wogorbi Finance und Radius Projekt. J. W. Construction führte eine Due-Diligence-Prüfung durch und wurde als wahrscheinlicher Käufer gehandelt. Ende 2010 trat das Unternehmen jedoch von den Kaufabsichten zurück. Da auch mit den anderen Kaufinteressenten keine Einigung erzielt werden konnte, brachte das Schatzministerium die Intraco S.A. in die am 25. März 2011 gegründete PHN Polski Holding Nieruchomości S.A. ein. Der Umsatz der Intraco S.A., zu der neben Intraco I noch eine weitere, kleinere Büroanlage gehört, betrug im Jahr 2009 25,2 Millionen Złoty (bei einem Gewinn von 4 Millionen Złoty). Im Jahr 2008 war die Immobile mit 400 Millionen Złoty bewertet worden, 2010 nur noch mit 200 Millionen.